# 韶山7E型电力机车
韶山7E型电力机车（SS7E），是中国铁路使用的干线客运电力机车车型之一，由大同电力机车有限责任公司和大连机车车辆有限公司制造。

## 发展历史
韶山7E型电力机车是六轴、准高速、干线客运用机车。为满足中国铁路大提速的需要，根据中华人民共和国铁道部科技司在2001年下达的《【2002】24号》文件《关于下达“SS7E型电力机车设计任务书”的通知》，要求开发一种应满足运行速度160公里/小时、长交路、单司机值乘和列车供电等要求的提速机车，在中国北方机车车辆工业集团公司组织下，由中国北车集团大同电力机车、大连机车车辆与中国南车集团株洲电力机车研究所联合研制设计了韶山7E型电力机车，代号SS7E。首台韶山7E型机车（SS7E-0001）于2001年底完工，2002年初在京广铁路郑州—广水段进行安全评估试验期间，机车最高试验速度187公里/小时，瞬时试验速度达到200.3公里/小时，在规定速度下，各项安全指标，各项平稳性指标均合符要求。机车在2002年2月开始在陇海铁路投入运行考核期试验，不间断地承担了宝鸡—西安—郑州间长交路的客运运输任务，并在2002年9月完成了20万公里的运行考核，期间未发生机破事故。2002年10月24日，韶山7E型电力机车通过铁道部科技成果鉴定。
2002年10月，大连机车车辆厂试制出第二台SS7E型电力机车（SS7E-7001）。在2003年在中国铁道部的铁路机车第一次招、议标中，大同电力机车公司获得首批韶山7E型电力机车45台的批量生产任务。2003年，韶山7E型电力机车先后获得中国铁道学会科技进步二等奖、山西省科技进步一等奖。大同电力机车公司在韶山7E型电力机车试制生产过程共申报专利17项，其中“铁路机车轮对组装工艺”获得发明型专利，“电力机车组合开关装置”、“电力机车高压隔离开关”等获得实用型专利。
2003年10月，由大同电力机车公司设计改进的模块化韶山7E型电力机车在北京通过中国铁道部的设计方案评审，并开始投入试制。模块化韶山7E型电力机车是在韶山7E型机车基础上重点对设备布置、通风系统、控制系统、辅助系统、变压器等方面进行了技术升级，首台模块化机车（SS7E-6001）在同年12月底完成。2005年1月，模块化韶山7E型机车配属予郑州铁路局郑州机务段，通常担当郑州至武汉、新乡的短交路旅客列车试验运行。
2004年，韶山7E型电力机车被中国铁道部确定为中国铁路第五次大提速的主型机车，承担兰州—郑州之间8对特快列车、西安—北京西的4对特快列车、西安—北京间1对直达特快列车、武昌—北京间9对特快列车（其中包括京广T15/16次、T29/30次、T97/98次）的牵引任务。2006年前后，原属郑局郑段的SS7E大多转配西安铁路局西安机务段。
韶山7E型电力机车在2006年停产，累计生产了146台，其中编号0001—0140、6001及6002号车由大同电力机车制造；编号7001—7004号车由大连机车车辆制造。0001—0140号车和7000系列属普通型，采用红色加白线条的车身涂装，早期生产的0001—0069、7001—7004号车的挡风玻璃边框为方形及白色边框，自0070号车开始，挡风玻璃改为圆角及黑色边框。6001及6002号车是模块化韶山7E型机车，采用白色加蓝色线条的车身涂装；两台模块化机车曾经在2007年7月返回大同电力机车公司进行改造，包括改装两端挡风玻璃，涂装由银色改为白色，并于同年8月转配予昆明铁路局，经整修后在2008年2月底开始沪昆铁路昆局管内牵引旅客列车，取代春城号电力动车组担当昆明—曲靖—宣威城际特快列车的牵引任务，在2009年5月于昆明—曲靖之间的单机试验中，模块化韶山7E型机车最高速度达到了170公里/小时。至2012年中，6001号机车和6002号机车已经停用并封存于读书铺编组站。

## 技术特性

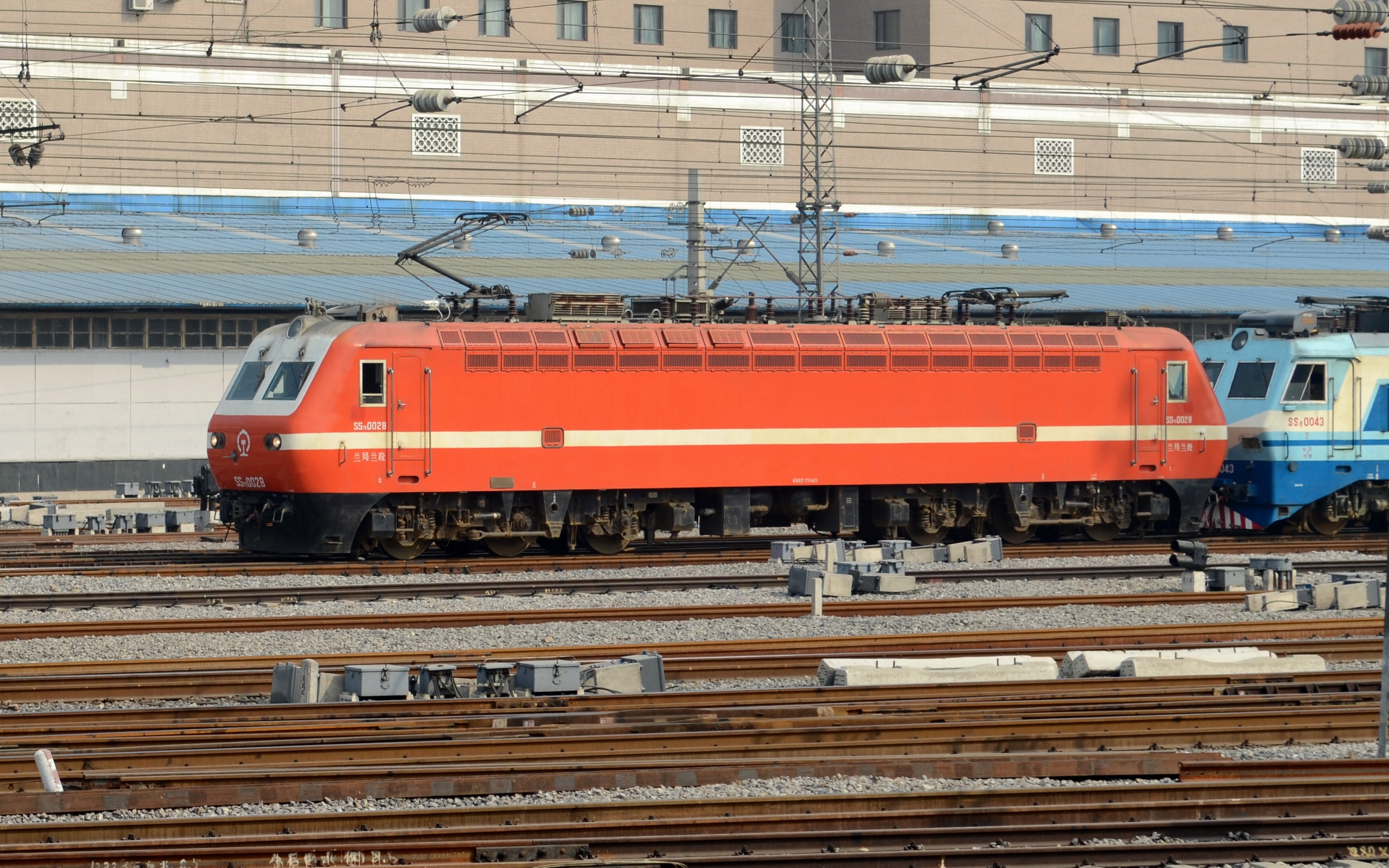
配属兰州西机务段的韶山7E型电力机车第0028号在北京西客站

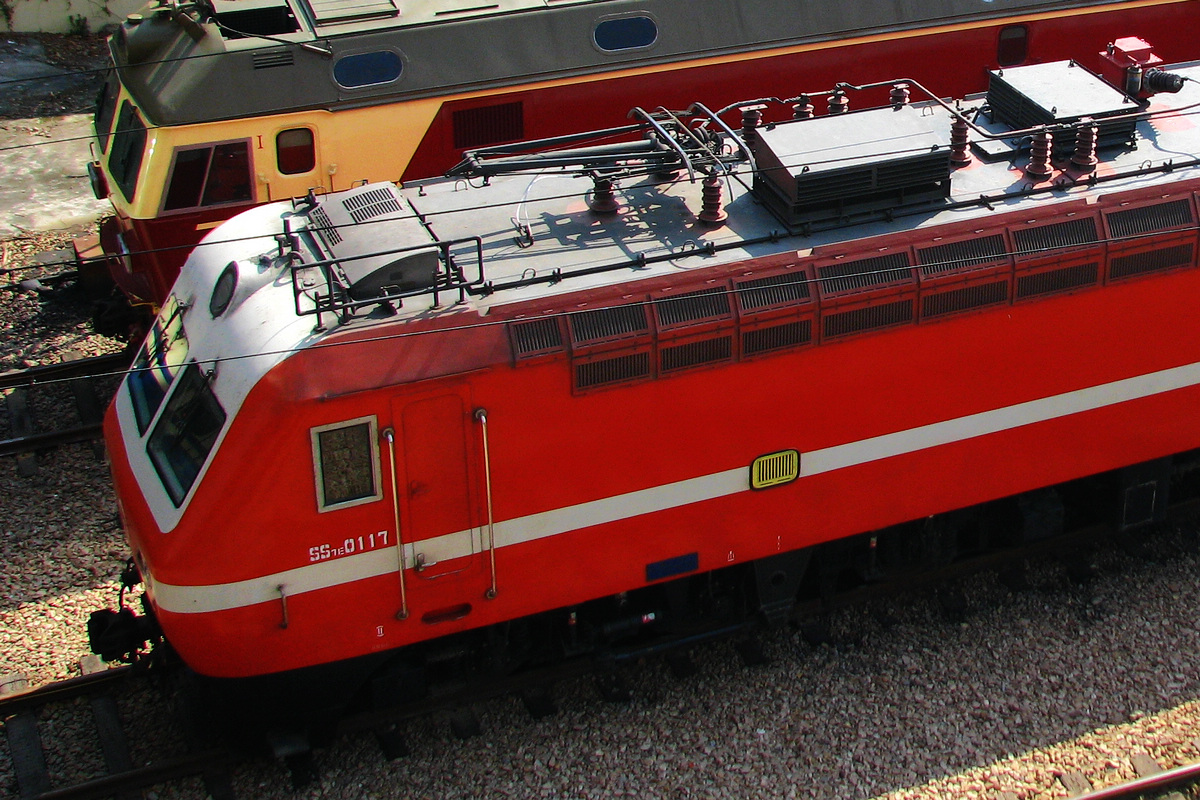
韶山7E型电力机车第0117号II端方向，可见辅助室盖顶上装有DSA200型受电弓，高压室顶盖上装有高压隔离开关、接地装置等设备及制动电阻冷却排风口，变压器室顶盖装有热交换器通风机，侧墙顶部有过滤器百叶窗进风口

韶山7E型电力机车持续功率4800千瓦，最高速度170公里/小时，设计上借鉴了韶山7D型电力机车的成熟技术，但机车转向架从韶山7型系列传统的Bo-Bo-Bo轴式改为六轴Co-Co轴式。机车采用牵引电机架承式全悬挂、双侧六连杆轮对空心轴驱动技术，与株洲电力机车厂的韶山8型电力机车基本相同，牵引电动机、齿轮箱、空心轴套等整体悬挂于转向架构架之上，减少了簧下重量。一、二系悬挂采用钢圆簧、高挠钢圆簧与橡胶垫的组合，并配有垂、横向及抗蛇形油压减振器。机车主电路采用成熟的三段不等分半控整流桥，相控无级调压，取消了功率因数补偿装置。韶山7E型机车使用ZD120A型直流牵引电动机，单台电机功率800千瓦，每台机车装有6台牵引电机，安装在两台转向架上。在平直轨道，韶山7E型机车牵引17节客车达到160公里/小时的速度需要8分26秒，加速距离为16.64公里。
在控制技术方面，韶山7E型电力机车采用微机控制、逻辑控制单元（LCU）等技术。逻辑控制系统由两套相同的逻辑控制单元组成，用以替代传统的继电器有触点控制电路，使逻辑控制由软件来完成，从而减少机车布线。微机控制及LCU系统并进一步扩大了机车状态显示、故障记忆显示、应急操作提示、控制系统自检等功能。同时由于中国铁路第五次提速开始推广机车单司机值乘，韶山7E型机车的机车辅助电器故障隔离开关进行了改进设计，当这些辅助设备故障时，司机可以在不停车状态下隔离故障设备，维持列车运行。
机车辅助供电系统采用两组辅助变流器供电，这是中国国内首次在直流电传动电力机车上运用四象限交流辅助变流器作为辅助供电系统电源，取代了传统的劈相机。每组辅助变流器由两台整流器加中间环节加两台逆变器组成。整流器为四象限整流器，一台四象限整流器和一台逆变器构成一路独立电源。逆变器最大单机功率为100kVA（80kW），在正常情况下每路电源的实际负载功率不超过65kW，在一组逆变器故障时，可将其手动转换到相邻的正常工作的逆变器上，保证机车正常运行。此外，韶山7E型机车装备了2套直流600V列车供电系统，可向旅客列车提供空调、采暖、茶炉、照明等供电电源。
机车车体采用框架式整体承载结构，车头司机室外型采用流线型设计，减少机车运行中的空气阻力，并提高整体的美观性。车体侧墙上部沿纵向设有立式百叶窗，采用独立通风结构。机车采用耐低温设计，例如新增设的防寒功能、机车风管路加热装置等，设计标准由常规的-25℃提高到了-40℃，保证机车可以在高寒地区运用。

### 模块化改进
模块化韶山7E型电力机车是大同电力机车公司在韶山7E型机车的基础上，应用“标准化、系列化、模块化、信息化”的设计理念，重点在设备布置、通风系统、控制系统、辅助系统和变压器等方面进行了技术升级，并针对韶山7E、韶山7D等型机车在运用和生产中发现的问题进行了改进。机车总体设计采用模块化设计理念，即功能相对独立的部分作为一个功能模块进行设计，并充分考虑其成熟性、适用性、可靠性及各功能模块之间的系统匹配。
对比普通的韶山7E型机车，模块化韶山7E型机车的主传动系统、辅助供电系统均没有改变，继续运用三段不等分桥相控技术，牵引、制动特性不变。车体设备布置有较大变化，跟随国际趋势改用宽600毫米的贯通式中间走廊，放弃了中国“韶山”系列电力机车一贯的双侧走廊设计；车内设备随中间走廊斜对称布置，保证机车的重心靠近车体纵、横中心线上，同时把重量最大的牵引变压器改为悬吊在机车底架下方，大大降低机车重心。同时，牵引变压器由壳式变压器改为芯式卧放变压器。通风系统沿用独立通风方式，为6台牵引电动机、1台牵引变压器、2台硅整流装置、2台制动电阻柜等设备进行冷却；由于改用中间走廊，牵引电机通风机进风口改为设置在车体侧墙中部，通风窗设百叶窗空气过滤器。
模块化韶山7E型机车并采用分布式计算机网络控制系统，对网络控制系统在功能上进行了模块化划分，改善了机车状态的检测和信息传输。

## 重大事故
- 2007年7月23日晚上，配属兰州铁路局兰州西机务段的韶山7E型0047号机车，在牵引N857次旅客列车经兰新铁路运行至山丹县境内大青阳口站至马莲井站区间（K424+800M）时，与前方因司机失误导致向后溜逸运行的85209次油罐货车追尾相撞。意外导致韶山7E型0047号机车大破，车上一名司机死亡，另一名司机重伤[10]。机车于2008年由大同电力机车公司完成修复，恢复运行；修复后机车外观与后期型韶山7E型机车相同。

- 2010年6月30日中午11时43分，配属济南铁路局济南机务段的韶山7E型0128号机车，牵引青岛至广州东的T162次旅客列车，经由胶济客运专线上行线运行至章丘市境内（K356+545）时因变压器漏油发生机破停车，至12时22分机车起火，无人员伤亡，机车烧毁报废[11]，定大同电力机车厂负主要责任；事故性质与2009年的韶山7C型0026号机车起火事故类似。

- 2011年11月2日凌晨4时23分，配属武汉铁路局武昌南机务段的韶山7E型0089号机车，牵引天津至汉口的K919次旅客列车，沿京广铁路运行至郑州铁路局管内苏桥至许昌区间（K761+100M）时，由于改造加装的微波炉电气短路，造成机车Ｉ端（非操纵端）起火，无人员伤亡，机车被烧毁，定武昌南机务段负主要责任[12]。

## 参看
- 韶山7D型电力机车
- 韶山9型电力机车
- 韶山交流3型电力机车